# Hermann Joachim Pagels

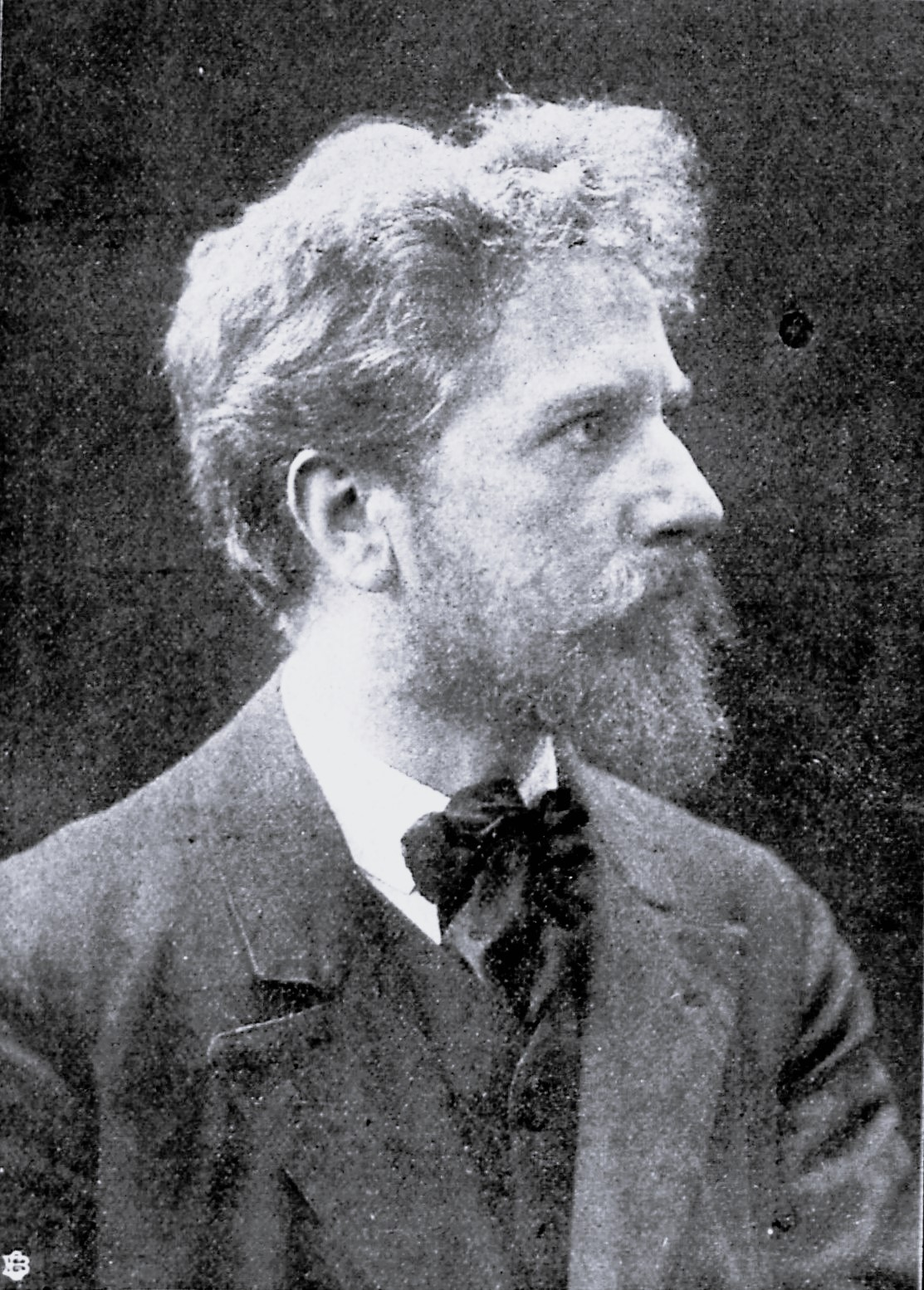
Hermann Joachim Pagels

Hermann Joachim Pagels, född 11 september 1876 i Lübeck, död 1 juli 1959 i Berlin, var en tysk skulptör.
Pagels utförde flera dekorativa brunnar, bland annat i Bremerhaven och Aachen, samt krigsmonument bland annat i Kolberg och Lübeck.